# Солунска краљевина
Солунска краљевина је била крсташка држава која је створена 1204. године, након заузимања Цариграда у Четвртом крсташком рату. Обухватала је западне области некадашњег Византијског царства, са Солуном као главним градом. Имала је статус вазалне државе у саставу  Латинског царства. Први солунски краљ био је један од вођа Четвртог крсташког похода, Бонифације Монфератски (1204—1207), који се као највиђенији од крсташа надао титули латинског цара, али је она захваљујући млетачком утицају припала Балдуину Фландријском (1204—1205). Бонифације је затим заузео Солун са околином, уместо поседа у Никеји који му је био намењен, са чиме су се ннакнадно сложиле и остале крсташке вође. Тиме је створена Солунска краљевина, која је обухватала знатан део Македоније и Тесалије.
Од самог настанка, краљевина је била у рату са суседним Бугарским царством. Међутим, већ 4. септембра 1207. године, солунски краљ Бонифације је погинуо у сукобу са бугарским царем Калојаном (1197—1207), а нови краљ у Солуну постаје Бонифацијев недавно рођени син Димитрије (1207—1224). Уместо кога почињу да владају ломбардијски племићи на челу са Обертом II (регент 1207—1209) чији је крајњи циљ било постављање за краља Бонифацијевог старијег сина Вилијема. Поред тога, они су се сукобили и са моћним латинским царем Хенриком (регент 1205—1206, цар 1206—1216), који их сузбија 1209. године и за новог регента поставља свог брата Јустаса Фландријског (регент 1209—1216). Сталним нападима Бугара прикључили су се од 1210. године и напади епирских деспота, прво Михајла (1210—1214) који није постигао значајнијег успеха, а затим и Теодора (деспот 1214 — 1224, цар 1224—1230) који временом успева да заузме већи део краљевине и сведе је на Солун са најближом околином. Завршни удар краљевини Теодор је задао у децембру 1224. године када је заузео Солун и уништио краљевину, а последњи краљ Димитрије спасао се бекством и наставио је да носи титулу солунског краља у егзилу.

## Историја

### Позадина
Солунска краљевина је једна од крсташких држава насталих након пада Цариграда у руке крсташа 1204. године. Након пада Византије очекивало се да ће вођа Четвртог крсташког похода, Бонифације Монфератски, постати нови латински цар. Ипак, дужд Енрико Дандоло и млетачке власти сматрале су да је Бонифације превише повезан са обореним византијским властима. Његов брат Конрад, јерусалимски краљ, био је у родбинским везама са свргнутом византијском царском династијом. Прави разлог што Бонифације Монфератски није добио титулу латинског цара био је тај што су Млечани знали да тако јаку личност нису могли лако контролисати. Стога су одржани избори на којима је Бонифације прегласан. Нови латински цар постао је Балдуин I (1204-1205).

### Оснивање
Бонифације је у подели византијских територија добио области на азијској обали Босфора. Он их је мењао за области око Солуна, другог по величини града Византијског царства, након саме престонице. Будући да је и сам Балдуин желео тако велики град у склопу свог царства, Бонифације је морао да га освоји. Бонифацијева власт у Солуну успостављена је крајем 1204. године. Формално је Солун проглашен престоницом нове "краљевине", а Бонифације понео краљевску титулу. Међутим, титула краља никада се у Солуну није званично употребљавала. Извори с краја 13. и почетка 14. века говоре да је Бонифације темељио своја права над овим градом на основу брака његовог млађег брата Рајнера од Монферата са Маријом Комнин (1180), ћерком чувеног византијског цара Манојла.
Бонифације је владао кратко, свега три године. Међутим, он је за то време успео да прошири поседе Солунске краљевине и удари темеље њеној моћи. Бонифацијева власт проширена је на Тесалију, Беотију, Еубеју и Атику. Границе Солунске краљевине простирале су се до Домока, Фарсале и Велестина: јужна Тесалија, са градовима Зетонион и Равеника биле су под контролом латинског цара, али су и они и државе на југу Грчке биле вазали Бонифација као солунског краља. Латински цар покренуо је експедицију против побуњених ломбардских барона у Солуну након смрти Бонифација Монфератког (1208-1209). Ова побуна резултирала је одцепљењем и осамостаљењем Атинског војводства, Маркизата Бодонице и Господства Салоне.

### Ломбардска побуна
Бонифације је страдао у борби против бугарског цара Калојана 4. септембра 1207. године. Његова глава послата је бугарском цару. Краљевину је наследио Бонифацијев малолетни син Димитрије, који је био у колевци. Маргарета Угарска, Бонифацијева удовица, није имала стварну власт у граду. Она је прешла на ломбардске племиће које је предводио Оберто II од Бијандрата. Његов циљ био је да постави Бонифацијевог старијег сина Вилијама VI од Монферата на престо. Како Оберто није прихватио врховну власт латинског цара Хенрика, овај је 1209. године покренуо поход на Солун. Оберто је свргнут и протеран на Еубеју, а нови господар Солуна постао је Хенриков брат Јустас Фландријски, у име малолетног Димитрија.

### Рат са Епиром и уништење Солунске краљевине
Користећи се немирима у Солуну, Михаило I Дука Комнин, бивши Бонифацијев савезник, напао је Краљевину 1210. године. Истовремено нападају и Бугари. Хенрик је успео да победи оба непријатеља, али након смрти Михаила 1214. године на епирски престо долази још моћнији владар Теодор. Први циљ епирског владара био је уништење Солунске краљевине, на путу ка заузећи самог Цариграда. У првих девет година своје владавине Теодор осваја све солунске територије изузев самог града. Латински цар није био у стању да одбрани свог вазала, будући да је истовремено ратовао против никејске војске у Азији. Године 1224. Димитрије је постао довољно стар да самостално влада. Теодор, међутим, заузима Солун, те Солунска краљевина постаје део Епирске деспотовине.

### Титуларни краљеви Солуна
Титула солунског краља надживела је саму краљевину. Чланови династије Монферата носили су је до 1284. године. До 14. века укупно је 11 личности носило титулу краља Солуна. Византијска царица Ирина од Монферата је почетком 14. века, након сукоба са мужем Андроником, из протеста отишла у Солун. Своју власт над градом темељила је на чињеници да потиче од династије која је у првој четвртини 13. века владала Солунском краљевином.

## Списак солунских краљева

### Солунски краљеви у Солуну
- Бонифације Монфератски (1204—1207)
- Димитрије Монфератски (1207—1224)
  - Оберто II од Бијандрата (регент 1207—1209)
  - Јустас Фландријски (регент 1209—1216)
  - Маргарита Арпадовић (регент 1216—1224)

### Титуларни солунски краљеви у егзилу
- Димитрије Монфератски (1225—1230)
- Фридрих II (1230—1239)
- Бонифације II Монфератски (1239—1253)
- Виљем VII Монфератски (1253—1284)
- Хју IV од Бургундије (1266—1271) (ривалски носилац титуле)
- Роберт II од Бургундије (1273—1305) (ривалски носилац титуле до 1284)
- Хју V од Бургундије (1305—1313)
- Луј Бургундијски (1313—1316)
- Јуд IV од Бургундије (1316—1320?)

После 1320. године више нема носилаца титуле солунског краља.